# La Bonne Année
Pour les articles homonymes, voir Bonne année.
Pour plus de détails, voir Fiche technique et Distribution.
La Bonne Année est un film français réalisé par Claude Lelouch et sorti en 1973.

## Synopsis
Le gangster Simon (Lino Ventura) prépare, avec son complice Charlot (Charles Gérard), ce qu'il qualifie de « premier hold-up psychologique de l'histoire du banditisme ». Leur objectif n'est rien de moins que la bijouterie Van Cleef & Arpels à Cannes, sur la Croisette.
Ce hold-up fait l'objet d'une préparation minutieuse : location d'une grosse limousine de luxe et d'une suite au Carlton, autant de gages de respectabilité, déguisements, observation et minutage précis des habitudes des employés de la bijouterie à partir d'une camionnette stationnée en permanence à proximité, etc.
Déguisé en vieil homme riche, Simon parvient à gagner la confiance du directeur de la bijouterie (André Falcon), qu'il embobine petit à petit en jouant le rôle d'un vieillard soucieux de satisfaire les derniers caprices de sa sœur mourante. Il lui achète ainsi successivement un bracelet puis un collier de prix. Peu à peu il devient ainsi un habitué de la bijouterie dont le personnel, notamment son obséquieux et naïf directeur, se met en quatre pour être agréable à ce vieux monsieur si vieille France et surtout apparemment si riche.
Juste à côté de la bijouterie se trouve la boutique d'une belle antiquaire, Françoise (Françoise Fabian), qui attire le regard du malfrat. Grâce à un subterfuge (l'achat suivi d'une mise en dépôt-vente d'une petite table d'époque Louis XVI), Simon parvient à capter l'attention de Françoise, puis à la séduire. Cultivée et indépendante, Françoise découvre au contact de cet homme charmeur et brut de décoffrage la vanité de son milieu et prend conscience qu'elle désire une histoire d'amour franche et vraie. 
Simon aura plus de chance en amour que pour le braquage.

## Fiche technique
- Réalisation : Claude Lelouch
- Scénario original : Claude Lelouch
- Adaptation et dialogues : Claude Lelouch et Pierre Uytterhoeven
- Photographie : Jean Collomb
- Musique : Francis Lai
- Son : Bernard Bats
- Montage : Georges Klotz
- Assistant réalisateur : Élie Chouraqui
- Production : Les Films 13 (Paris), Cineriz (Milan)
- Distribution : Les Films 13 (Paris)
- Format : 35 mm - noir et blanc et couleur - Ratio : 1,37:1
- Genre : comédie policière
- Durée : 115 minutes
- Date de sortie : 13 avril 1973

## Distribution
- Lino Ventura : Simon
- Françoise Fabian : Françoise
- Charles Gérard : Charlot
- André Falcon : le bijoutier
- Lilo : Mme Félix
- Claude Mann : Claude
- Frédéric de Pasquale : Henri
- Gérard Sire : le directeur de la prison / la voix du commentaire TV
- Silvano Tranquilli : l'amant italien
- Bettina Rheims : Nicole
- Georges Staquet : le commissaire
- Harry Walter : le 1re inspecteur
- Élie Chouraqui : Michel Barbier (non crédité)
- Michel Bertay : le premier chauffeur de taxi
- Rémy Julienne : le deuxième chauffeur de taxi
- Michou : lui-même
- Mireille Mathieu : elle-même
- Pierre Koulak : le prisonnier qui prépare une évasion
- Joseph Rytmann : un prisonnier
- André Barello
- Norman de la Chesnaye
- Pierre Edeline
- Pierre Cottier
- Jacques Villedieu
- Pierre Pontiche

## Autour du film
- Le tournage est en partie financé par la publicité, notamment pour Van Cleef & Arpels.
- Au cours de la scène du repas de réveillon qui vire au jeu de massacre, les critiques de film citées par des convives sont des reprises de celles peu amènes suscitées par Un homme et une femme.
- Deux personnalités du monde du spectacle, déjà célèbres alors, jouent leur propre rôle dans le film : Mireille Mathieu et Michou, dont le cabaret sert aussi de cadre à une scène.
- C'est Élie Chouraqui, alors assistant de Lelouch, qui joue le jeune candidat à l'évasion avec un faux pistolet au début du film.
- Joseph Rytmann, exploitant des cinémas Rytmann à Montparnasse et ami du réalisateur, joue le rôle d'un prisonnier[1].
- En 1987, le scénario a fait l'objet d'une reprise américaine intitulée Happy New Year (« Bonne année »), réalisée par John G. Avildsen avec Peter Falk, Charles Durning et Wendy Hughes dans les rôles principaux.
- Le réalisateur Stanley Kubrick était un grand fan du film et le montrait régulièrement à ses acteurs avant un tournage. Il l'a notamment projeté à Tom Cruise lors de la production de Eyes Wide Shut[2].

## Erreurs
- La porte de la bijouterie, qui reste fermée et emprisonne Lino Ventura, s’ouvre avec une facilité déconcertante lorsque André Falcon la manipule pour ouvrir aux policiers.
- La petite table d'époque Louis XVI que Lino Ventura met en dépôt-vente chez Françoise Fabian pour la séduire est présentée par celle-ci comme de « Nicolas Cochin, l’ennemi de la rocaille, de la palmette, de la feuille d’acanthe… de tous les ornements décadents qui caractérisaient le style Louis XV ». Il s'agit d'une confusion car, s'il n'y a pas à cette période d'ébénistes célèbres de ce nom, il existait un Charles-Nicolas Cochin, graveur et dessinateur, membre de l'Académie royale sous Louis XVI.

## Distinctions
Source : (en) Récompenses pour La Bonne Année sur l’Internet Movie Database

### Récompenses
- Édition 1973 du festival international du film de Saint-Sébastien
  - Prix Saint Sébastien de la meilleure interprétation masculine pour Lino Ventura (ex æquo avec Giancarlo Giannini pour La Grosse Tête)
  - Prix Saint Sébastien de la meilleure interprétation féminine pour Françoise Fabian (ex æquo avec Glenda Jackson pour A Touch of Class)
- Prix Triomphe du Cinéma 1973[réf. nécessaire]
- Édition 1974 des David di Donatello
  - David Spécial (it) pour Françoise Fabian pour son interprétation
  - David Spécial (it) pour Lino Ventura pour son interprétation
- Édition 1974 des Prix Sant Jordi du cinéma
  - Prix Sant Jordi de la meilleure interprétation dans un film étranger pour Lino Ventura

### Nominations
- 1975
  - Anthony Asquith Award (meilleure musique de film) pour Francis Lai